# 新桥镇 (象山县)
新桥镇，是中华人民共和国浙江省宁波市象山县下辖的一个乡镇级行政单位。

## 行政区划
新桥镇下辖以下地区：
新东社区、新桥村、关头村、七林湾村、高湾村、高塘村、东史村、石柱里村、石柱外村、黄公岙村、上盘村、上七里村、下七里村、双岙村、崇堍村、黄吉岙村、板岭村、东溪村、庙前杨村、洋坑村、山头王村、山根村、井头村、海台村、海丰村、韩升村、兴海村、灵岙村、五兴村和狮子山桔场。